# Bagtasz
Bagtasz – wieś w Iranie, w ostanie Azerbejdżan Zachodni, w szahrestanie Mijandoab. W 2006 roku liczyła 3198 mieszkańców.